# Rhytidoponera opaciventris
Rhytidoponera opaciventris  (лат.) — вид мелких тропических муравьёв. Океания. 

## Распространение
Новая Каледония.

## Описание
Длина тела около 5 мм. Ширина головы 1,44 — 1,71 мм (длина головы — 2,36 — 2,85 мм). Спинная поверхность пронотума с бороздками. Тело с зеленовато-бронзовым отблеском.
Гнездятся в почве, обнаружены в дождевых лесах на высотах 40—700 м. Вид был впервые описан в 1984 году американским мирмекологом Филипом Уардом (Philip Ward, Department of Entomology, University of California, Davis, Калифорния, США).